# Clercs réguliers de Saint-Paul

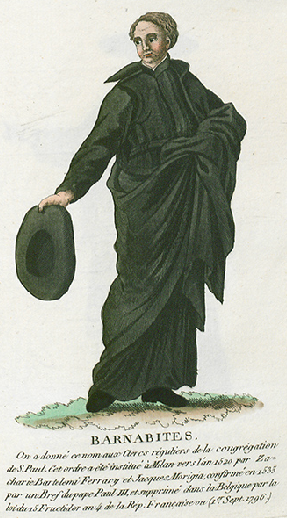
Habit au début du XIXe siècle.

Les Clercs réguliers de Saint-Paul (en latin : Clerici Regulares Sancti Pauli) ou ordre des Barnabites sont des clercs réguliers de droit pontifical.

## Histoire
La congrégation est fondée en 1530 à Milan en Italie par Antoine-Marie Zaccaria, auquel se joignent Barthélemy Ferrari et Jacques Antoine Morigia, dans le but de prêcher, d'instruire la jeunesse et d'établir des missions. Outre les vœux communs aux différents ordres religieux, ils faisaient celui de ne pas rechercher les dignités de l’Église. 
L'ordre est reconnu par le pape Clément VII en 1533, qui donne à ses membres le titre de chanoines réguliers de Saint-Paul, et ses constitutions sont approuvées le 7 novembre 1579.
Constamment animé par l'amour des pauvres, Antoine-Marie Zaccaria devient d'abord médecin, puis prêtre. Il s'installe à Milan et fonde les clercs réguliers de Saint-Paul, soumis à des vœux, mais vivant dans le monde, afin de « relever le niveau de la vie chrétienne et de subvenir par tous les moyens aux besoins des âmes abandonnées ».
Ils sont appelés Barnabites parce que le centre de leurs activités se tenait dans le cloître de l'église Saint-Barnabé de Milan (Chiesa di San Barnaba). Antoine-Marie Zaccaria a également fondé les Sœurs angéliques de Saint-Paul.
Les Barnabites fondèrent des collèges en Italie, en Espagne, en Autriche, en Bohême et en France où Henri IV les appela en 1608.
En 1605, les Barnabites ont décidé de se livrer à un nouveau type d’apostolat : l’école qui, bien qu’ils n’aient jamais quitté le ministère pastoral et les autres formes d’apostolat, allait lentement devenir leur activité principale, éduquant notamment Marco Minghetti, Giuseppe Gorani, Giuseppe Parini, Paolo Frisi, Guido Gozzano, Ferdinando Fontana, Carlo Pellegrini, Eugenio Montale, Francesco Domenico Guerrazzi, Gabrio Maria Nava, etc. Les premières missions à l’étranger, en France, en Autriche et en Bohême, remontent à cette période. L’empereur Ferdinand II les a invités en Autriche, en 1627, pour empêcher la propagation du protestantisme. 
Le XVIIIe siècle marque l’âge d’or de l’ordre qui atteint son apogée grâce à l’estime dont ils jouissent auprès du pape Benoit XIV et des rois. Ils reçoivent des postes de grande responsabilité. En 1718, le pape Clément XI envoie cinq barnabites en mission auprès de l’empereur de Chine pour résoudre le querelle des rites chinois, même si celle-ci n’a pas obtenu de résultats concrets. Leurs efforts en matière d’enseignement ont valu à de nombreux barnabites qui, après la suppression de la Compagnie de Jésus, ont repris certaines de leurs œuvres, de devenir de grands chercheurs et scientifiques.
Au XIXe siècle, ils existaient en France, en Italie, en Espagne et en Belgique.
Au XXe siècle, ils se sont implantés aussi au Brésil, aux Philippines ou en République démocratique du Congo.
Actuellement, les Barnabites ont des paroisses en Ontario au Canada, ainsi qu'aux États-Unis, dans l'État de New York, en Pennsylvanie et en Californie, ainsi qu'en Pologne Varsovie.
En 2022, l'ordre avait 64 maisons et environ 350 membres dont 291 prêtres. Depuis le 29 mars 2025, le Général est le congolais de Bagira P. Étienne Ntalé Majaliwa, jusqu'à ce jour[Quand ?] supérieur provincial en Belgique.

## Personnalités de l'ordre
- Saint Antoine-Marie Zaccaria (1502-1539), fondateur de l'ordre
- Saint Alexandre Sauli (1534-1592), VIe supérieur général de l'Ordre des Barnabites (1567), évêque d'Aléria (1570);
- Saint François-Xavier Bianchi (1743-1815); apôtre de Naples
- Basile Fleureau (1612-1674), historien et érudit français né et mort à Étampes, professeur de philosophie au collège de Montargis et supérieur des Barnabites d'Étampes durant deux triennats de 1662 à 1668 ;
- Antoine Philibert Albert Bailly (1605-1691) évêque d'Aoste de 1659 à 1691
- Philippe Gaultier de La Ferrière (1688-1760), visiteur général
- Hyacinthe-Sigismond Gerdil (1784-1802), cardinal italien avec le titre de cardinal-prêtre de Sainte-Cécile du Trastévère ;
- Jacopo Antonio Morigia (1699-1708), cardinal italien avec le titre de cardinal-prêtre de Sainte-Cécile du Trastévère ;
- Père Jean-Pierre Niceron ;
- Barnaba Oriani (1753-1832), prêtre barnabite, scientifique et astronome ;
- Côme d'Ossène ;
- Sergio Pagano, préfet des Archives secrètes du Vatican depuis 2007 ;
- Agostino Tornielli.